# Labatut (Pirenéus Atlânticos)
Labatut é uma comuna francesa na região administrativa da Nova Aquitânia, no departamento dos Pirenéus Atlânticos. Estende-se por uma área de 8,44 km². Em 2010 a comuna tinha 174 habitantes (densidade: 20,6 hab./km²).